# Kustö kyrka
Kustö kyrka ligger i S:t Karins i Egentliga Finland och tillhör Evangelisk-lutherska kyrkan i Finland. 
Kyrksalen i Kustö kyrka rymmer 150 personer. 

## Historia
Kustö har varit en del av en större värld sedan 1300-talet. Biskopsborgen med tillhörande gård i öns östra del hörde till landets administrativa centra på 1300-talet. Under reformationsåren revs borgen, men gården blev underställd Åbo slott och senare ämbetsbostad för befälhavaren för den finländska krigsmakten.
I biskopsborgen på Kustö har funnits ett kapell men olika åsikter råder om det fanns en kapellförsamling och om den i så fall låg under Pikis kyrksocken. Kustö kapellförsamling grundades år 1653. Därefter byggde öns bönder en träkyrka på kyrkbacken. Vilken form kyrkan hade vet vi inte, men det är känt att den hade förfallit i slutet av 1700-talet.
På 1700-talet drabbade stora ofreden också Kustö och liksom det övriga Finland genomgick man tre krig och två ryska ockupationer. Trots det ville kustöborna bygga en ny kyrka åt sig. Tidens ideologier påverkade skärgårdskyrkan: byggnaden visar tecken på det dekorativt gustavianska, men präglas också av antikens enkelhet och upplysningens förståndsideal.
Dagens skärgårdskyrka är från år 1792. Kyrkan reparerades i nygotisk stil 1899-1900. Byggnaden restaurerades åren 1973–1974 under ledning av arkitekt Pekka Pitkänen och under Museiverkets överinseende.